# Comuna Sîmoniv, Hoșcea
Sîmoniv (în ucraineană Симонів) este o comună în raionul Hoșcea, regiunea Rivne, Ucraina, formată din satele Franivka și Sîmoniv (reședința).

## Demografie
Componența lingvistică a comunei Sîmoniv
     Ucraineană (99,41%)
     Alte limbi (0,5%)
Conform recensământului din 2001, majoritatea populației comunei Sîmoniv era vorbitoare de ucraineană (99,41%), existând în minoritate și vorbitori de alte limbi.